# Sint-Petrus Canisiuskerk (Puth)
De Sint-Petrus Canisiuskerk is een kerkgebouw in Puth in de Nederlands Zuid-Limburgse gemeente Beekdaelen. De kerk ligt aan de hoofdstraat door het dorp, de Kerkweg, van Geleen naar Schinnen.
De kerk is een bakstenen kruiskerk en bestaat uit een toren met tentdak die in het front naast de lengte-as gebouwd is, een schip, een transept en een driezijdig gesloten koor. Ze is opgetrokken in een zakelijk-expressionistische stijl. Binnen heeft de kerk een tongewelf.
Het kerkgebouw is gewijd aan Petrus Canisius. In april 2023 is de parochiekerk en bijbehorende pastorie door de gemeente Beekdaelen aangewezen als gemeentelijk monument.

## Geschiedenis
In 1930-1931 bouwde men de kerk naar het ontwerp van Caspar Franssen en zijn zoon Joseph Franssen.
In 1934 werden er door George Tielens schilderingen aangebracht in de apsis en in het priesterkoor.
In 1957 werden de schilderingen overgeschilderd en werden er nieuwe schilderingen aangebracht door Pieter Geraedts uit Warmond.
In 2020/2021 ontstonden er vanwege afnemend kerkbezoek plannen om een dorpshuis te vestigen in de kerk. Vanwege de hoge kosten (670.000 Euro) wordt daar van afgezien.  Verzakkingsschade, mede veroorzaakt door een lek riool, draagt mede bij aan de hoge (herstel)kosten. Vanaf april '22 worden geen missen meer in de kerk gehouden. De toekomst van het kerkgebouw is nu ongewis.  

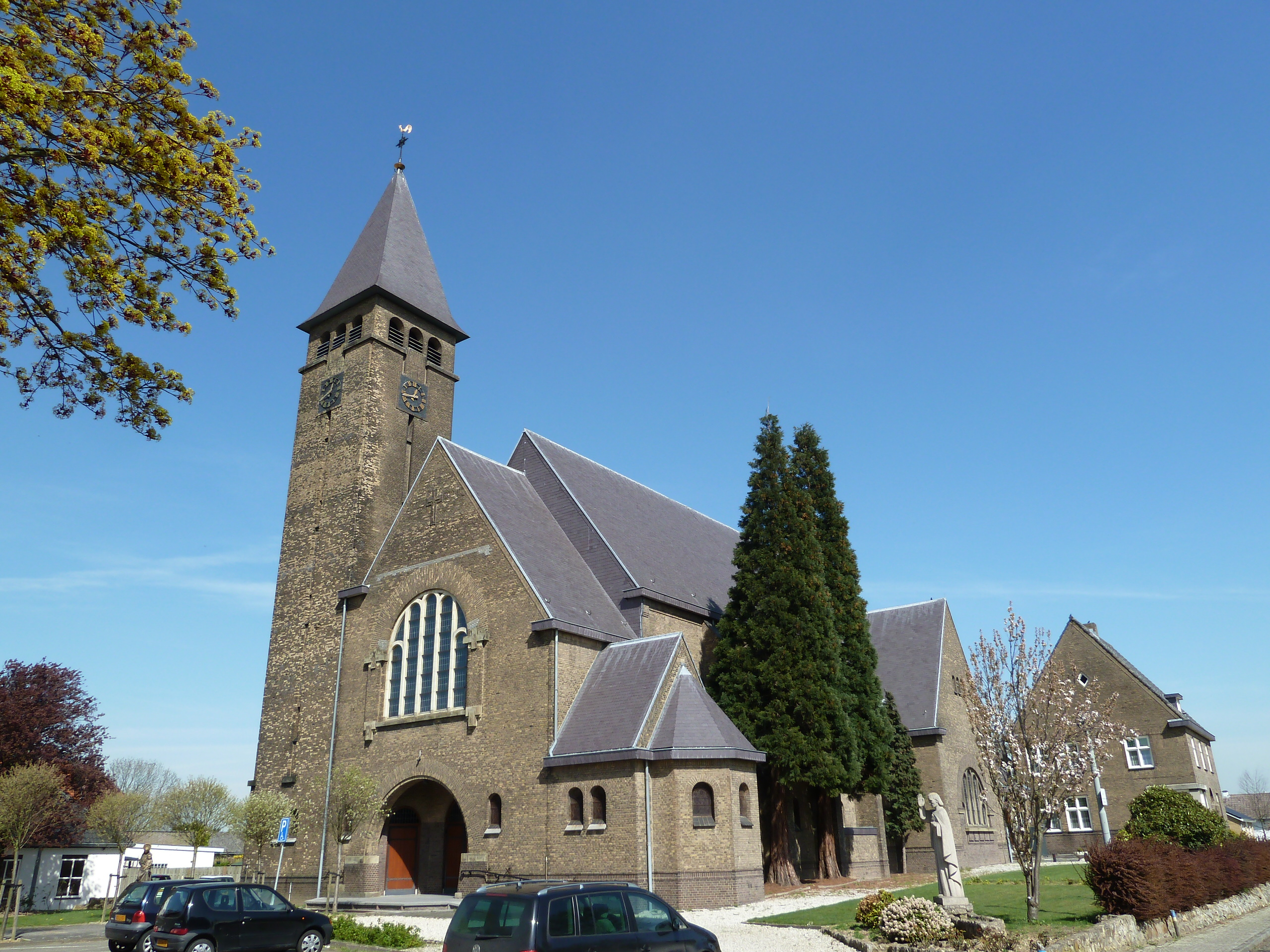